# Claudia Acuña
Claudia Acuña (Santiago de Chile, 31 juli 1971) is een Chileense jazzzangeres.

## Loopbaan
Acuña zong op jonge leeftijd onder andere traditionele Folk en pop-nummers, maar ontdekte op haar vijftiende de jazz en Amerikaanse populaire muziek dankzij Frank Sinatra, Erroll Garner en Sarah Vaughan. Ze kreeg al snel bekendheid in de kleine jazzscene van Santiago, waar ze tevens optrad met buitenlandse musici als Wynton Marsalis, Michel Petrucciani, Joe Lovano en Danilo Pérez.
In 1995 ging ze naar New York, waar ze in verschillende jazzclubs optrad. Met een eigen band stond ze in de beroemde Jazz GAllery. Ze ontmoette onder andere Jason Lindner en ging met hem samenwerken. Ze zong in de bigband van Lindner en de pianist/bandleider is tot op de dag vandaag haar muzikaal leider. Verder werkte ze met pianist Harry Whitaker. Met bassist Avishai Cohen nam ze een demo op, wat haar een contract met Verve Records opleverde. Daar verscheen in 2000 haar eerste album: The Wind From the South, twee jaar later gevolgd door "Rhythm of Life". Na verschillende releases op kleine labels verscheen in 2009 een plaat op het label van Wynton Marsalis.  Ze trad ze op op talrijke festivals en werkte ze (als 'sidewoman') samen met onder andere Guillermo Klein, Antonio Hart, Alex Norris, Avi Leibovich, Mark Elf, Danilo Pérez, Tom Harrell en George Benson.

## Discografie (selectie)
- Wind from the South met David Sánchez, Diego Urcola, Harry Whitaker, Avishai Cohen, Jeff Ballard, Jason Lindner, 2000
- Rhythm of Life met Billy Childs, Dave Holland, Jeff Tain Watts, Romero Lubambo, Kim Smith, Krista Bennion Feeney, Rick Gordon, Myron Lutzke, Sara Cutler, Sherman Irby, Luisito Quintero, Avi Leibovich, Anca Nicolau, Jason Lindner, 2002
- Luna met John Benítez, Joe Ferla, Gene Jackson, Luisito Quintero, Jimmy Greene, Bethany Yarrow, 2004
- En Este Momento, 2009